# Teksan
TEKSAN est une entreprise industrielle turque fondée en 1994 à Istanbul spécialisée dans la construction de groupes électrogènes et mats d'éclairage mobiles. C’est le plus important constructeur turc de sa spécialité. 

## Histoire
La société a été créée en 1994 sous le nom Denis Mühendislik Ltd. Şti.. En 1996, la raison sociale a été modifiée en Teksan Jeneratör Elektrik Sanayi ve Ticaret A.Ş. plus couramment appelée Teksan Generator. La production de groupes électrogènes comprenait une gamme avec des puissances limitées à 850 kVA.
C'est à partir de l'an 2000 que la société commence la production de groupes électrogènes avec des puissances élevées allant jusqu'à 2.250 kVA. Cette limite sera portée à 3.500 kVA à partir de 2003.
En 2004, Teksan réalise le plus grand groupe électrogène jamais fabriqué en Turquie avec un projet spécial de 2 fois 3.125 kVA accouplé à un alternateur de 11 kV.
En 2005, Teksan remporte le prix du meilleur distributeur de l’année délivré par Doosan Infracore (Daewoo). La même année, Teksan a produit le premier générateur à gaz naturel de Turquie. La société se lance dans l'étude de systèmes de Co et Tri-génération dont la première application a été mise en œuvre en 2007.
En 2013, Teksan a réalisé le premier projet tri-génération en utilisant un moteur à gaz de 4 x 500 kW. Teksan Generator est classée parmi les 1.000 premières sociétés exportatrices de Turquie. Dès 2014, Teksan propose une gamme avec des moteurs fonctionnant au gaz et biogaz.
En 2015, Teksan développe le premier système d’alimentation hybride de Turquie. Pour distinguer la gamme des générateurs portables, Teksan les distribue sous la marque TeksanMini.
En 2016, Teksan Generator apparaît à la 436ème place sur la liste des « 500 Premières Entreprises de Turquie » publiée par la Chambre de l’Industrie d’Istanbul ». Cette même année, l'entreprise lance sa gamme de mats d'éclairage mobiles avec mini générateurs autonomes. 
En 2013, la société signe un partenariat stratégique avec le motoriste italien Fiat Powertrain qui va fournir les moteurs Tector 60 CNG pour sa gamme d'autobus urbains.
En juin 2018, Teksan et Fiat Powertrain Industrial ont signé un accord de partenariat à long terme pour utiliser la gamme de moteurs G-Drive Power Generation de FPT Industrial dans ses productions. La gamme de moteurs G-Drive de FPT Industrial couvre une plage de puissance allant de 30 à 600 kVA et se décline en 7 modèles différents : S8000, F32, N45, N67, Cursor 9, Cursor 13 et Cursor 16 qui, selon la demande, peuvent délivrer leur puissance sous une fréquence de 50 ou 60 Hz. Tous ces moteurs diesel ou gaz sont conformes ou supérieurs aux normes Stage IIIA/Tier 3 applicables aux moteurs pour postes fixes.

## Groupes électrogènes
Telsan est le principal constructeur de groupes électrogènes du Pérou. Ses groupes peuvent être équipés de moteurs diesel et gaz des principaux motoristes mondiaux comme Cummins, Doosan, Fiat Powertrain Industrial, Lovol, Mitsubishi, Perkins, Raywin, Scania, Volvo ou Yavuz.